# Степеновање
Степеновање је математичка бинарна операција, у запису . У овом запису a се назива основа, а b експонент. Чита се „a на b-ти степен“ или краће „a на b“, где је a кардинални, а b редни (ординални) број. На пример, 57 се чита „пет на седми (степен)“.name=":1" />
Ако је n ∈ ℕ, онда степен представља основу помножену самом собом n пута:
{\displaystyle a^{n}=\underbrace {a\times \cdots \times a} _{n}.}
Експонент се обично приказује као суперскрипт десно од основе. У том случају, bn се назива „b подигнуто у n-ти степен“, „b подигнуто на степен n“, „n-ти степен од b“, „b на n-том степену“, или кратко као „b на n-ти“.
За један важи b1 = b, и за било који пар позитивних целих бројева m и n важи bn ⋅ bm = bn+m. Да би се ово својство проширило на целобројне експоненте који нису позитивни, b0 је дефинисано као 1, а b−n (при чему је n позитивни цео број и b није нула) дефинисано је као 1/bn. Конкретно, b−1 је једнако 1/b, реципрочна вредност од b.
Дефиниција експоненцијације се може проширити тако да се дозволи било који реални или комплексни експонент. Експоненцирање целобројним експонентима такође се може дефинисати за широк спектар алгебарских структура, укључујући матрице.
Експоненцијација се интензивно користи у многим областима, укључујући економију, биологију, хемију, физику и рачунарство, са апликацијама као што су сложене камате, раст популације, кинетика хемијских реакција, понашање таласа и асиметрична криптографија.

## Историја записа
Израз степен (лат. potentia, potestas, dignitas) није најнесрећнији превод старогрчког δύναμις (dúnamis, овде: „појачање“) које је грчки математичар Еуклид користио за квадрат линије, следећи Хипократа са Хиоса. Архимед је открио и доказао закон експонената,  10a ⋅ 10b = 10a+b, неопходан за манипулисање степенима од 10. У 9. веку персијски математичар Мухамед ел Хорезми користио је изразе مَال (māl, „посед“, „имање“) за квадрат - муслимани, „попут већине математичара тих и ранијих времена, сматрали су на квадрат број као приказ подручја, посебно земљишта, те отуда и својства“ - и كَعْبَة (kaʿbah, „коцка“) за куб, коју су касније исламски математичари у математичкој нотацији представљали као слова mīm (m) и kāf (k), до 15. века, као што се види у делу Абу ел-Хасана ибн Али ел-Каласада.
Крајем 16. века, Јост Бурги је за експоненте користио римске бројеве.
Никола Шике је користио облик експоненцијалне нотације у 15. веку, који су касније користили Хенрикус Граматеус и Михаел Штифел у 16. веку. Реч експонент је сковао 1544. године Михаел Штифел. Самјуел Џик је увео појам индекси 1696. У 16. веку Роберт Рекорд је користио термине квадрат, куб, зензизензик (четврти степен), сурсолид (пети), зензикјуб (шести), други сурсолид (седми) и зензизензизензик (осми). Биквадрат је такође кориштен као назив за четврти степен.
Почетком 17. века, први облик модерне експоненцијалне нотације је увео Рене Декарт у свом тексту под називом Геометрија; у којем је нотација уведена у Књизи I.
Неки математичари (као што је Рене Декарт) користили су експоненте само за степене веће од два, преферирајући да представљају квадрате као поновљено умножавање. Стога би написали полиноме, на пример, као ax + bxx + cx3 + d.
Један други историјски синоним, инволуција сада се ретко среће и не треба га поистовећивати са његовим чешћим значењем.

Године 1748, Леонард Ојлер је написао:
„Размотрите експоненцијале или степене у којима је сам експонент променљив. Јасно је да величине ове врсте нису алгебарске функције, јер у тим експонентима морају бити константне.”
 Овим увођењем трансценденталних функција, Ојлер је поставио темељ за модерно увођење природног логаритма - као инверзне функције за природну експоненцијалну функцију, f(x) = ex.

## Особине степеновања
Степеновање има виши приоритет од множења.  значи , а не .
За разлику од сабирања и множења, степеновање није комутативно (пример:23 = 8 ≠ 32 = 9), нити асоцијативно {\displaystyle a^{(b^{c})}\neq {(a^{b})}^{c}}.
1. :  =  (за a ≠ 0)

Последица особине 3 су 
- =  =  :  = 1
- =  = 1 /

чиме се, полазећи од дефиниције степеновања са експонентом који је природан (односно позитиван цео) број, дефинише степеновање за сваки целобројни експонент.

## Степеновање са нецелобројним експонентима

### Рационални експонент
По дефиницији,
{\displaystyle a^{1/b}={\sqrt[{b}]{a}}}
Нека је експонент b ∈ ℚ рационалан број. Тада се може написати b = p / q, p ∈ ℤ q ∈ ℕ, при чему је
{\displaystyle a^{p/q}={\sqrt[{q}]{a^{p}}}=({\sqrt[{q}]{a}})^{p}}
Како парни коренови негативних бројева нису дефинисани, то није дефинисано ни {\displaystyle a^{p/q}} за парно q и негативно a.

### Ирационални експонент
Нека је b ∈ ℝ \ ℚ ирационалан број. Тада је вредност  дефинисана само за a ∈ ℝ+, као гранична вредност
{\displaystyle \lim _{p/q\to b}a^{p/q}}
степена a /  са рационалним експонентима p / q, који теже ка датом експоненту b.
Конкретна нумеричка вредност рачуна се преко приближних вредности, са жељеном прецизношћу експонента. Нпр, ако је x = , тада је  <  < .

## Степеновање комплексних бројева
Како се сваки комплексан број z ∈ ℂ може записати у облику {\displaystyle z=\rho e^{i\phi }} (видети Ојлерову формулу) то важи
{\displaystyle z^{x}=(\rho e^{i\phi })^{x}=\rho ^{x}e^{ix\phi }}.

## Степеновање матрица
Степеновање матрица идентично је по дефиницији степеновању реалних бројева са природним експонентима. Дефинисано је за квадратне матрице и природан број као експонент.

## Инверзне функције
Из степеновања се могу извести две функције, у зависности од тога да ли је независна променљива основа или експонент. Први случај даје степену функцију ({\displaystyle y=x^{k}}), а други експоненцијалну функцију ({\displaystyle y=k^{x}}).
Инверзна функција степеној функцији је корена функција ({\displaystyle y={\sqrt[{k}]{x}}}).
Инверзна функција експоненцијалне функције је логаритамска функција ({\displaystyle y=\log _{k}x}).